# 누메로
누메로(Numéro)는 1998년에 창간된 프랑스의 패션 잡지이다. 발행부수는 80,000부이며, 프랑스어판은 2009년 2월에 100호에 이르렀다. 이 잡지는 국제적인 패션, 미용, 디자인, 건강, 건축 및 장식을 다루고 있으며 유행을 선도하는 유명인사들도 다루고 있다.

## 역사
1998년에 엘리자베스 디안이 창간했다. 엘리자베스는 창간 이유를 이렇게 밝혔다. "남자를 유혹하는 법 등 이런 어리석은 내용을 담은 잡지들에 싫증이 났죠. 예술, 디자인, 음악 등 교양 있는 여성들이 읽고 싶어하는 내용을 실은 잡지를 만들고 싶었어요."